# Nowy Kamion
Nowy Kamion [ˈnɔvɨ ˈkamjɔn] est un village polonais de la gmina de Młodzieszyn dans le powiat de Sochaczew et dans la voïvodie de Mazovie.